# Florian Znaniecki

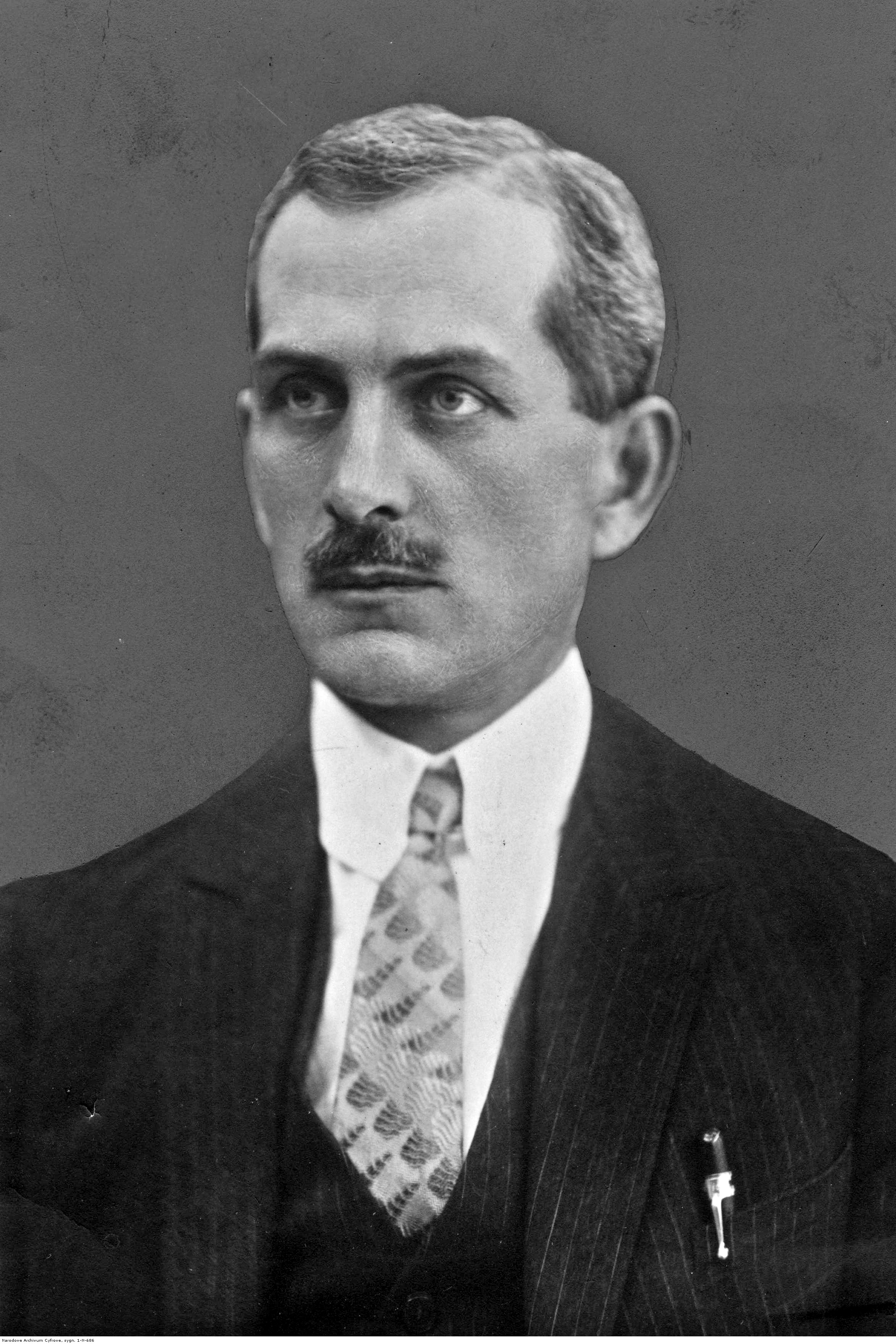
Florian Znaniecki

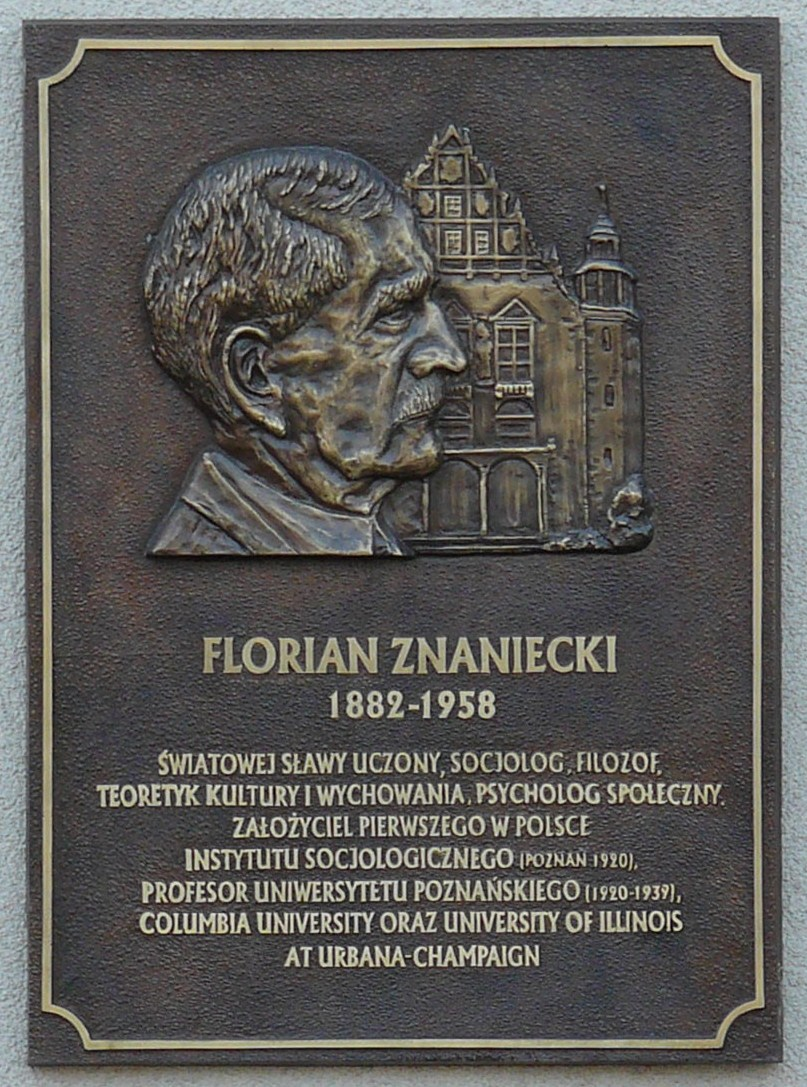
Florian Znaniecki – Gedenktafel an der Adam-Mickiewicz-Universität Posen

Florian Znaniecki (* 15. Januar 1882 in Świątniki; † 23. März 1958 in Urbana (Illinois)) war ein polnischer Soziologe und Philosoph und forschte auch in den USA. Er war 44. Präsident der American Sociological Association.
In der mit William I. Thomas 1918 bis 1920 vorgelegten umfangreichen Studie The Polish Peasant in Europe and America befasste er sich zumal mit der damals erstaunlich erscheinenden Tatsache, wie – umgangssprachlich – aus fromm-katholischen polnischen Dörflern in Chicago nach einer Phase der Desorganisation weitgehend angepasste Industriestädter wurden. In Cultural Sciences (1952) untersuchte er die methodologischen Grundlagen der induktiven Generalisierung in den Kulturwissenschaften.

## Leben
Znaniecki studierte an den Universitäten Warschau (wo er von der russischen Verwaltung relegiert wurde), in Genf und an der Sorbonne und promovierte 1914 in Krakau. Als Leiter einer polnischen Emigrantenorganisation traf er W. I. Thomas auf einer Europareise. Thomas holte ihn 1919 als Lecturer an die University of Chicago. 1920 bis 1939 war er Professor an der Universität Posen. 1936 ging er nach Polen zurück, bei Kriegsausbruch befand er sich auf einem Schiff Richtung Heimat, musste jedoch umkehren. Seit 1940 lebte er wieder in den USA und wurde Professor an der University of Chicago. Seine Frau Eileen war kurze Zeit im Konzentrationslager Dachau inhaftiert.
Die 1925 geborene Tochter Helena Z. Lopata war ebenfalls als Soziologin tätig.

## Schriften (Auswahl)

### In englischer Sprache
- (mit William I. Thomas): The Polish Peasant in Europe and America, 5 Bde., 1918–1920
- The Principle of Relativity and Philosophical Absolutism. in: The Philosophical Review, Jg. 24, H. 2 (March 1915), S. 150–164.
- Cultural Reality, Chicago 1919,
- The Laws of Social Psychology, Warschau/Krakau/Posen 1926,
- The Method of Sociology, New York 1934,
- Social Actions, New York 1936,
- The Social Role of the Man of Knowledge, New York 1940,
- Cultural Sciences. Their Origin Development, Urbana 1952,
- Modern Nationalities, Urbana 1952,
- Social Relations and Social Roles, San Francisco 1965,
- On Humanistic Sociology, hgg. v. R. Bierstedt, Chicago/London 1969,
- "The Subject Matter and Tasks of the Science of Knowledge" (übersetzt von Christopher Kasparek), in: Polish Contributions to the Science of Science, hgg. v. Bohdan Walentynowicz, Dordrecht / D. Reidel, 1982, S. 1–81.
- The Social Role of the University Student, Posen 1994.

### In polnischer Sprache
- Zagadnienie wartości w filozofii, Warschau 1910,
- Humanizm i poznanie, Warschau 1912,
- Upadek cywilizacji zachodniej. Szkic z pogranicza filozofii kultury i socjologii, Posen 1921,
- Wstęp do socjologii, Posen 1922,
- Socjologia wychowania, Bd. I Warschau 1928, Bd. II Warschau 1930,
- Miasto w świadomości jego obywateli, Posen 1932,
- Ludzie teraźniejsi a cywilizacja przyszłości, Lemberg (Lwów) / Warschau 1934.